# RS:X
RS:X es una clase de embarcación a vela, de la modalidad de windsurf, que es clase olímpica desde los Juegos Olímpicos de Pekín 2008, cuando sustituyó a la clase Mistral.

## Historia
Fue diseñada por Jean Bouldoires & Robert Stroj en 2004 y la fábrica Neil Pryde.